# بينوا هوغ
بينوا هوغ هو لاعب هوكي الجليد كندي، ولد في 28 أكتوبر 1966 في ريبنتينيي في كندا.

## وصلات خارجية
- بينوا هوغ على موقع دوري الهوكي الوطني (الإنجليزية)
- بينوا هوغ على موقع EliteProspects.com (الإنجليزية)
- بينوا هوغ على موقع HockeyDB.com (الإنجليزية)
- بينوا هوغ على موقع Hockey-Reference.com (الإنجليزية)